# Tác (Maďarsko)
Tác je obec v maďarské župě Fejér v okrese Székesfehérvár. Leží asi 9 km jižně od Székesfehérváru a asi 70 km jihozápadně od Budapešti a žije zde 1 676 obyvatel. Na místě dnešní obce se rozkládalo římské město Gorsium.

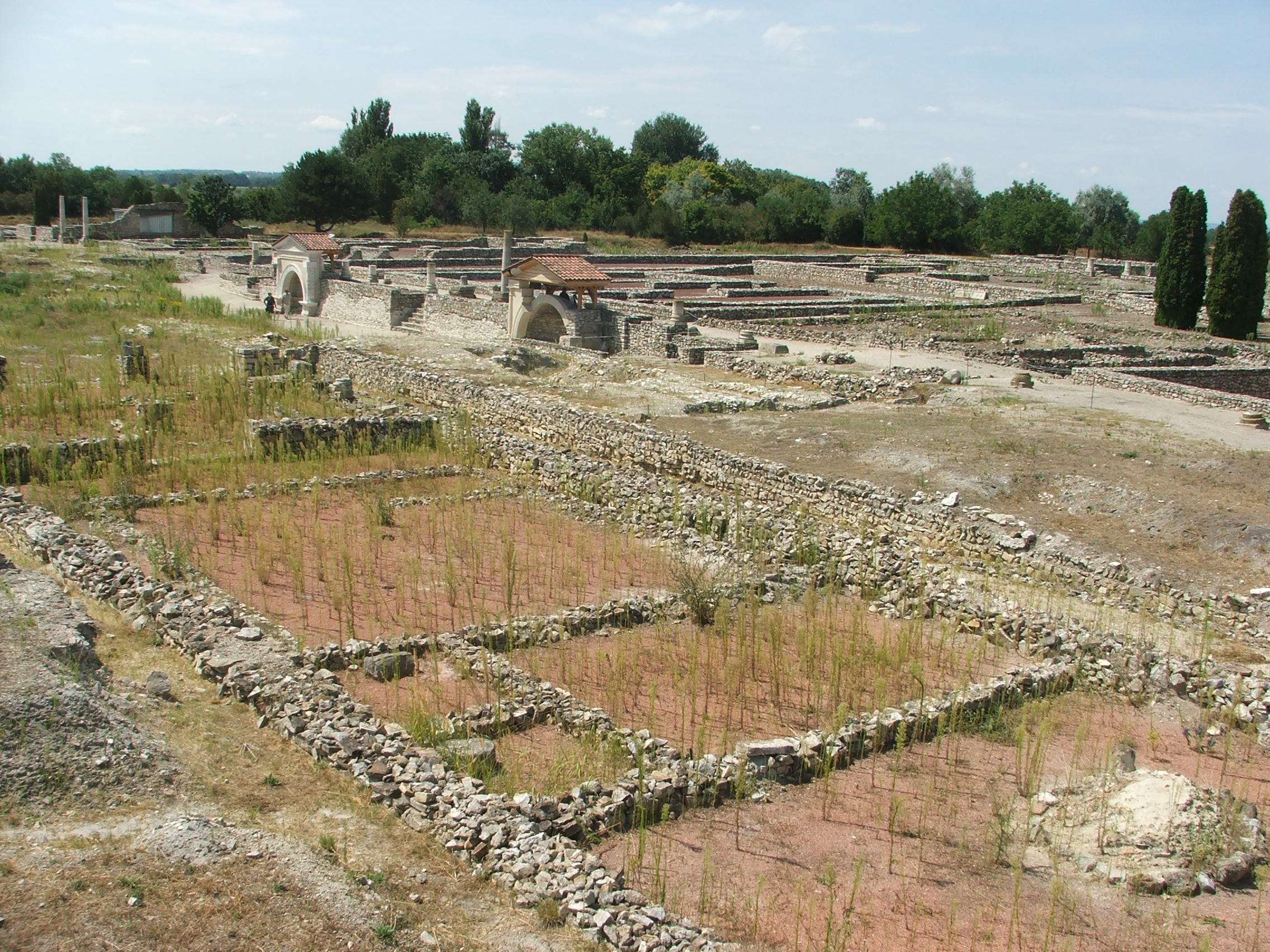
Gorsium
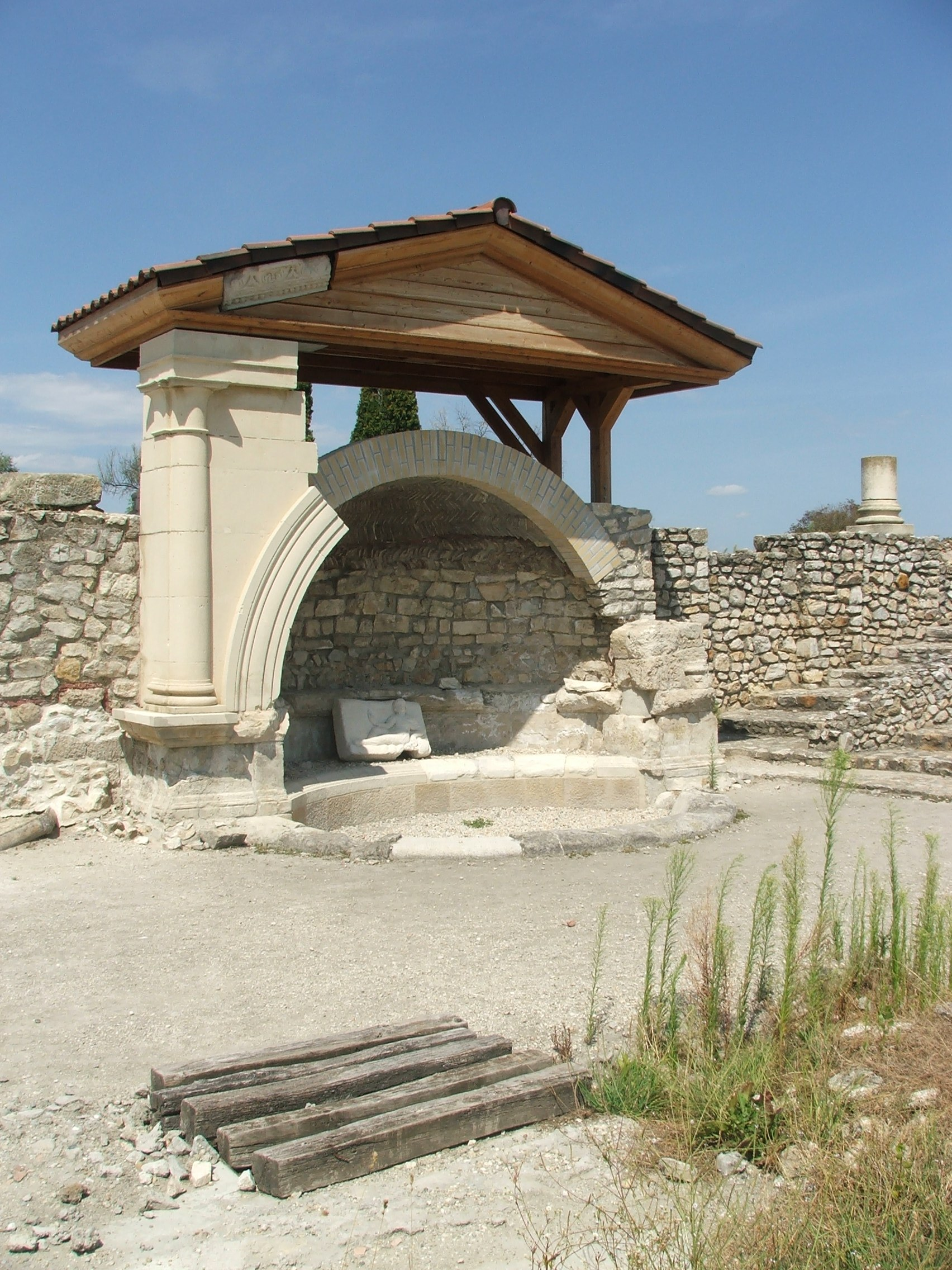
Gorsium, Nymphaea, fontana
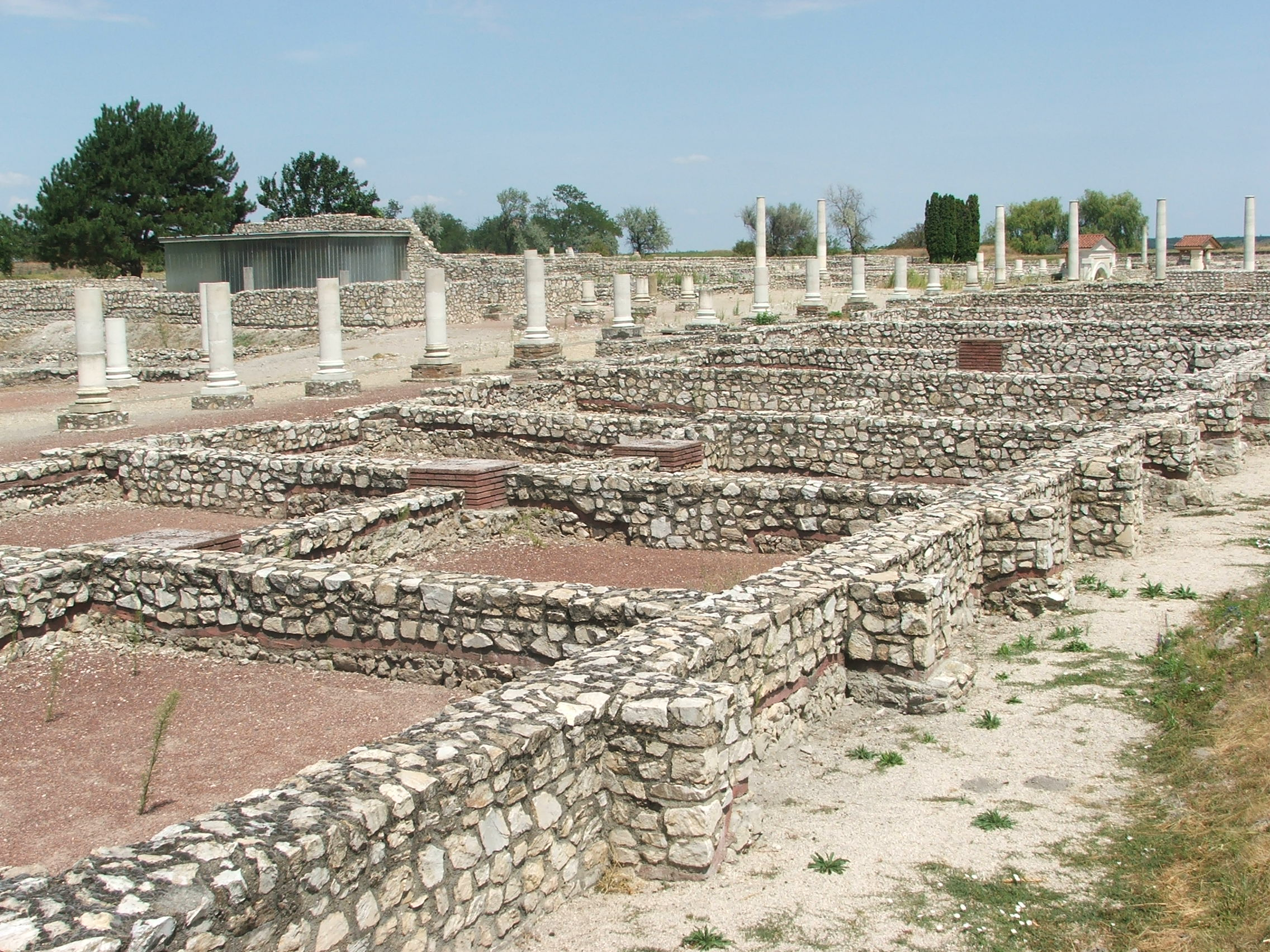
Gorsium, Decumanus Maximus